# Pinctada galtsoffi
Pinctada galtsoffi is een tweekleppigensoort uit de familie van de Pteriidae. De wetenschappelijke naam van de soort is voor het eerst geldig gepubliceerd in 1931 door Bartsch.